# John Mercer Langston
John Mercer Langston (né le 14 décembre 1829 et mort le 15 novembre 1897) est un avocat, enseignant, militant abolitionniste, diplomate et homme politique américain.
Le début de sa carrière se déroule dans l'Ohio, où avec son frère aîné Charles Henry Langston, il commence à travailler en faveur des droits afro-américains et de l'égalité. Il est le premier doyen de la faculté de droit de l'université Howard, dont il participe à la fondation. Il est également le premier président de ce qui est désormais l'université d'État de Virginie, une autre université traditionnellement noire.
Né noir libre en Virginie, d'une métisse affranchie et d'un planteur blanc, il est élu au Congrès des États-Unis en 1888 et devient le premier représentant de couleur de la Virginie. Durant l'ère Jim Crow de la fin du XIXe siècle, Langston est l'un des cinq seuls Afro-Américains élus au Congrès pour le Sud des États-Unis, avant les anciens États confédérés n'adoptent des constitutions et des législations électorales visant à exclure les noirs de la politique. Après cela, aucun Afro-Américain ne sera élu dans le Sud avant 1972, quelques années après l'adoption du Voting Rights Act.

## Enfance et éducation
John Mercer Langston est né libre, en 1829, dans le comté de Louisa en Virginie. Il est le plus jeune des quatre enfants (une fille et trois garçons) de Lucy Jane Langston, une métisse d'origine afro-américaine et amérindienne (probablement Pamunkey (en)), et de Ralph Quarles, un planteur blanc originaire d'Angleterre (descendant du poète Francis Quarles). Quarles avait affranchi Lucy et leur fille Maria en 1806, dans le cadre d'une relation qui durera plus de 25 ans. Leurs trois fils sont nés libres, puisque leur mère était elle-même libre. Ses frères aînés se prénomment Gideon et Charles Henry.
Lucy a trois enfants avec un autre partenaire avant de s'installer dans la grande maison et d'approfondir sa relation avec Quarles. Des demi-frères et sœurs, William Langston est le plus proche des fils de Quarles. Il déménagera avec eux à Chillicothe.
Avant sa mort, Ralph Quarles s'arrange pour que son ami quaker William Gooch soit nommé tuteur de ses enfants. À la demande de Quarles, après le décès des deux parents en 1833 alors que John Langston a quatre ans, Gooch envoie les garçons et leur demi-frère William à Chillicothe dans l'Ohio, un État libre. Quarles avait épargné pour l'éducation des garçons. En 1835, les frères aînés de Gideon et Charles entrent à l'école préparatoire Oberlin, où ils sont les premiers étudiants afro-américains admis. Gideon ressemblant à son père, il prend à l'âge de 21 ans le nom de famille Quarles. Pendant ce temps, le jeune John Mercer Langston vit à Cincinnati, dont une partie de son temps avec les époux John Woodson et Eveline Clark.
Suivant les pas de ses frères, le plus jeune Langston s'inscrit au programme préparatoire d'Oberlin. Il obtient un baccalauréat universitaire en 1849 et une maîtrise en théologie en 1852, à l'Oberlin College. Refusé à l'entrée des facultés de droit de New York et de l'Ohio en raison de sa couleur de peau, Langston étudie le droit comme apprenti avec l'avocat et représentant républicain Philemon Bliss (en) ; il est admis au barreau de l'Ohio en 1854,. Dans l'Ohio, Langston est étroitement associé à l'avocat abolitionniste Sherlock James Andrews (en)[réf. incomplète].

## Mariage et famille
En 1854, Langston épouse Caroline Mathilde Mur, qui a également étudié à l'Oberlin College. Originaire de Caroline du Nord, elle est la fille d'une esclave et du colonel Stephen Wall, un riche planteur blanc. Le planteur libère ses filles Sara et Caroline et les envoie en Ohio chez de riches quakers. Partenaires intellectuels, John et Caroline ont ensemble cinq enfants, dont l'un mort dans l'enfance.
Langston est le grand-oncle du poète James Mercer Langston Hughes (appelé Langston Hughes).

## Carrière

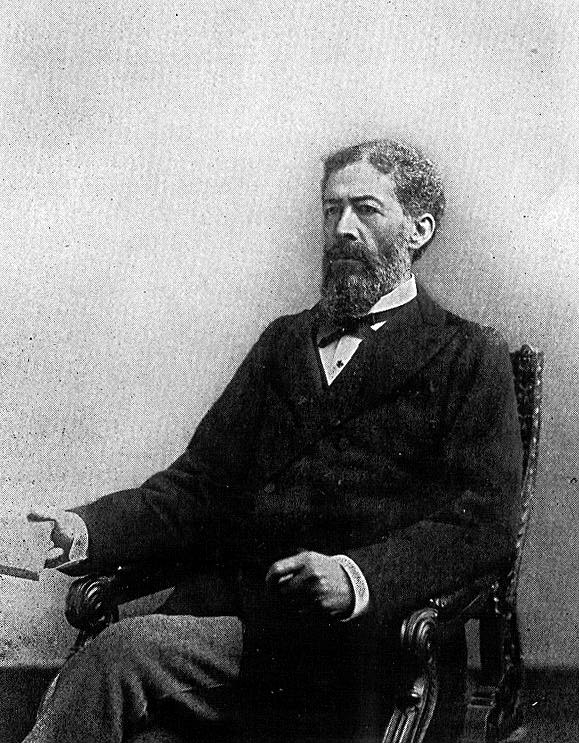
Portrait de John Mercer Langston.

En 1855, il est l'un des premiers élus afro-américains du pays, lors de son élection au poste de clerc dans une petite ville de l'Ohio,,.
Avec ses frères aînés de Gideon et Charles, John Langston devient un membre actif du mouvement abolitionniste. Il aide des esclaves en fuite dans leur échappée vers le Nord sur le chemin de fer clandestin traversent l'Ohio. En 1858, John et Charles s'associent à la tête de l'Ohio Anti-Slavery Society, dont John est président et organise les unités locales à travers l’État et Charles est secrétaire exécutif depuis Cleveland.
En 1863, lorsque le gouvernement approuve la création des United States Colored Troops, John Langston est nommé pour recruter des Afro-Américains dans l'armée de l'Union. Il recrute des centaines d'hommes dans les 54e et 55e régiments d'infanterie du Massachusetts, en plus des 800 recrues pour le premier régiment noir de l'Ohio. Avant même la fin de la guerre, Langston travaille sur les questions liées au droit de vote des Afros-Américains.
Après la guerre, Langston est nommé inspecteur général pour le Bureau des affranchis, un organisme fédéral qui aide les esclaves libérés à obtenir des contrats de travail. Le Bureau dirige également une banque et soutient la construction d'écoles pour les affranchis et leurs enfants.
En 1864, Langston préside une commission dont le travail doit être ratifié par la convention noire nationale : elle demande l'abolition de l'esclavage, le soutien à l'unité raciale ainsi que l'égalité devant la loi. Pour réaliser ce programme, la convention créée la Ligue nationale pour l'égalité des droits (en anglais : National Equal Rights League) dont Langston est élu président. Il le reste jusqu'en 1868. Comme plus tard l'Association nationale pour la promotion des gens de couleur (NAACP), la Ligue est divisée en organismes locaux. Langston voyage beaucoup développer l'organisation : « À la fin de la guerre, neuf sections d’État avaient été mises en place ; une vingtaine de mois plus tard, Langston pouvait se vanter de la présence de ligues dans presque tous les États. »
En 1868, Langston déménage à Washington pour fonder et devenir le doyen de la faculté de droit de l'université Howard, première école de droit afro-américaine du pays. Nommé président par intérim de l'école en 1872, et vice-président, Langston travaille pour y établir de solides normes académiques. Il souhaite également fabriquer un environnement ouvert, comparable à celui qu'il avait connu à l'Oberlin College. Sa nomination permanente n'est cependant pas retenue par un comité qui refusera de divulguer les raisons.
En 1870, Langston aide le sénateur républicain du Massachusetts Charles Sumner à rédiger le projet de loi sur les droits civiques qui sera adopté sous le nom de Civil Rights Act en février 1875, et signé par le Président Ulysses S. Grant le 1er mars 1875. Le président Grant nomme ensuite Langston au sein du conseil de la santé du district de Columbia.
En 1877, le président Rutherford Hayes le nomme ministre des États-Unis en Haïti (ambassadeur) ; il sert également comme chargé d'affaires en République Dominicaine. À la fin de son service diplomatique, en 1885, Langston retourne aux États-Unis et en Virginie. Il est nommé par la législature de l'État premier président du Virginia Normal et Collegiate Institute, une université traditionnellement noire à Petersburg. Il commence à y construire une base politique.
En 1888, Langston est incité à se présenter à la Chambre des représentants fédérale par des camarades républicains, à la fois noirs et blancs. Les dirigeants du Readjuster Party, un parti biracial qui dirige la Virginie de 1879 à 1883, ne soutiennent pas sa candidature. Langston obtient l'investiture républicaine mais perd face à son concurrent démocrate. Il conteste les résultats de l'élection en raison de l'intimidation d'électeurs et de fraudes.
Dix-huit mois après les élections, le comté des élections du Congrès déclare Langston vainqueur. Il sert pour les six derniers mois du mandat puis perd son siège, après la reprise du contrôle de l’État de Virginie par les démocrates. Langston est le premier noir élu au Congrès pour la Virginie, et le dernier pour plus d'un siècle. Dans une période marquée par la montée de la privation de droits civiques des noirs dans le Sud, il est l'un des cinq Afro-Américains élus au Congrès au cours de l'ère Jim Crow de la dernière décennie du XIXe siècle. Quatre autres étaient élus de Caroline du Nord et du Sud. Après eux, aucun Afro-Américain n'est élu au Congrès pour le Sud des États-Unis jusqu'en 1972 et après le passage de lois fédérales sur les droits civiques visant à faire respecter les droits constitutionnels de tous les citoyens.
En 1890, Langston est nommé au conseil d'administration de l'École normale et industrielle St. Paul, une autre université noire récemment fondée par l'Assemblée Générale de Virginie. Au cours de cette période, il écrit son autobiographie, qu'il publie en 1894.
De 1891 à sa mort, il pratique le droit à Washington. Il meurt à son domicile de Hillside Cottage à Washington le matin du 15 novembre 1897, en raison d'une indigestion aiguë provoquée par la malaria,. Après avoir passé un temps à l'Harmony Cemetery au Maryland, et malgré des discussions pour l'enterrer à Nashville, Langston est finalement enterré au cimetière Woodlawn de Washington.

## Héritage et honneurs

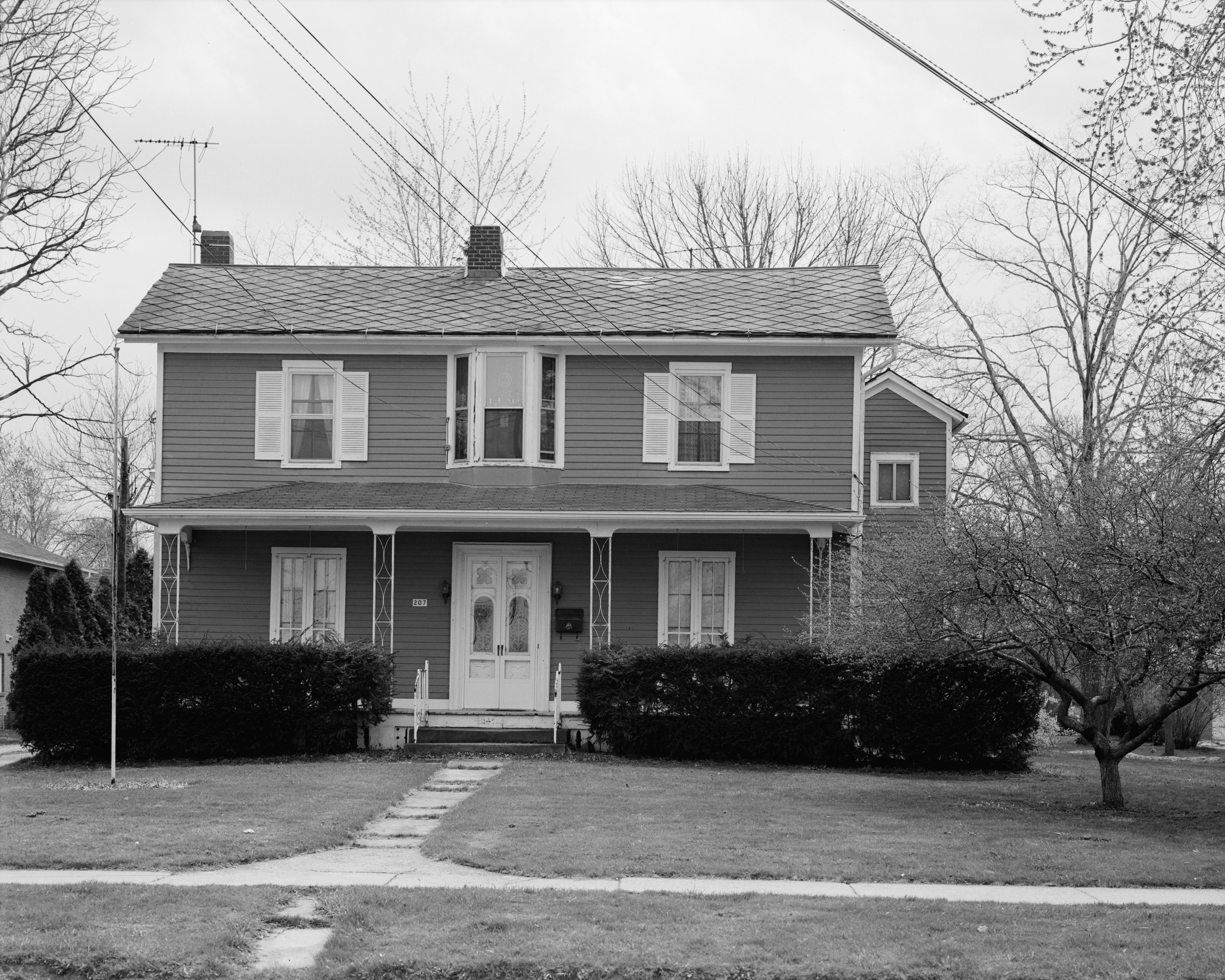
La maison de Langston à Oberlin.

La maison de John Mercer Langston à Oberlin a été désignée site historique national.
Une école pour des enfants afro-américains de Washington est ouverte en 1902 et nommée en son honneur. La John Mercer Elementary School reste ouverte jusqu'en 1993. En 1997, le bâtiment a servi de refuge pour les sans-abris, mais il est principalement vide depuis la fermeture de l'école.